# Amata reducta
Amata reducta là một loài bướm đêm thuộc phân họ Arctiinae, họ Erebidae.